# Les Boréades
Les Boréades, o Abaris, è un'opera in cinque atti di Jean-Philippe Rameau. Fu l'ultima delle cinque tragedie in musica di Rameau. Il libretto, attribuito a Louis de Cahusac, è basato in parte sulla leggenda greca di Abari e include elementi massonici.

## Registrazioni
- Erato (1982): Coro e Orchestra Monteverdi, John Eliot Gardiner (direttore)
- Opus Arte DVD (2004); Les Arts Florissants/Opéra national de Paris, William Christie (direttore)
- Chateau de Versailles Spectacles, CD (2020); Collegium 1704, Václav Luks (direttore)[1]